# La Petite Annie
Pour plus de détails, voir Fiche technique et Distribution.
La Petite Annie (Little Annie Rooney) est un film muet américain réalisé par William Beaudine, sorti en 1925.

## Synopsis
Annie Rooney, la fille d'un policier, partage son temps entre faire des bêtises et s'occuper de son père et de son frère Tim. Son père est tué lors d'une bagarre avec un gang, et Annie et son frère veulent le venger. Quand ils apprennent que Joe Kelly, à qui Annie tient comme à la prunelle de ses yeux, est soupçonné du meurtre, Tim prend l'arme de son père et tire sur Joe. Pendant ce temps, Annie, avec l'aide d'une bande de voyous du quartier, capture le vrai coupable. Annie va voir Joe à l'hôpital et, grâce à une transfusion de sang, sauve sa vie. Joe se remet et devient transporteur tandis que Tim devient un agent de la circulation. 

## Fiche technique
- Titre : La Petite Annie
- Titre original : Little Annie Rooney
- Réalisation : William Beaudine
- Scénario : Hope Loring,Louis D. Lighton
- Direction artistique : John DuCasse Schulze, Paul Youngblood
- Photographie : Charles Rosher, Hal Mohr
- Montage : Harold McLernon
- Production : Mary Pickford
- Société de production : The Mary Pickford Company
- Société de distribution : United Artists Corporation
- Pays d'origine :  États-Unis
- Langue originale : anglais
- Format : Noir et blanc — 35 mm — 1,37:1 — Muet
- Genre : Comédie dramatique
- Durée : 94 minutes
- Date de sortie :
  - États-Unis :18 octobre 1925

## Distribution
- Mary Pickford : Annabelle « Annie » Rooney
- William Haines : Joe Kelly
- Walter James : Timothy Rooney, père d'Annie
- Gordon Griffith : Tim Rooney, frère d'Annie
- Carlo Schipa : Tony
- Spec O'Donnell : Abie
- Hugh Fay : « Spider »
- Vola Vale : Mamie
- Joe Butterworth : Mickey
- Eugene Jackson : Humidor
- Oscar Rudolph : Athos

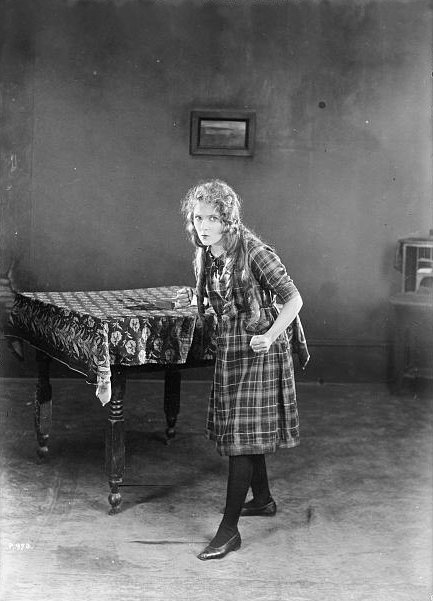
Mary Pickford dans le rôle d'Annie.
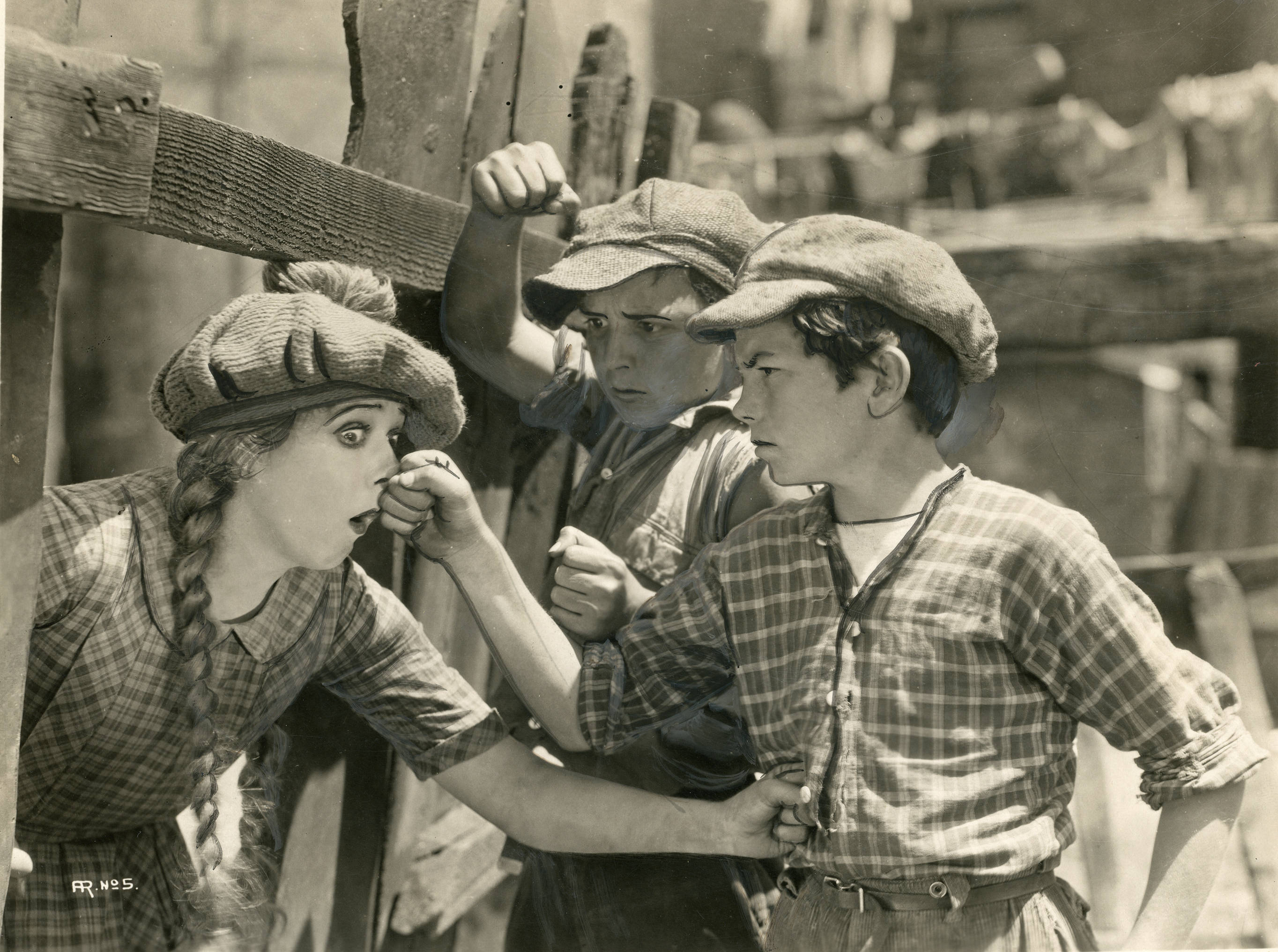
Mary Pickford et Joe Butterworth
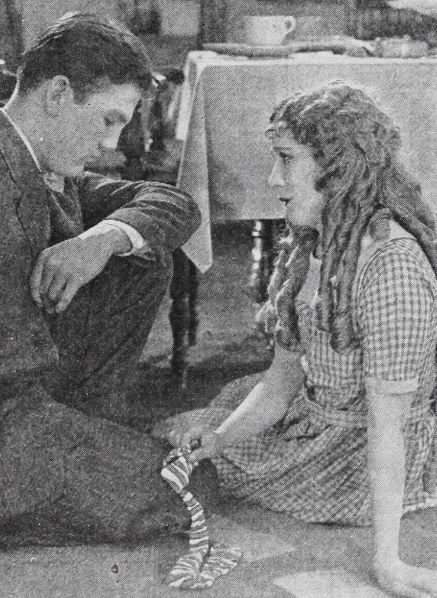
William Haines et Mary Pickford